# Vereniging Milieu-Offensief
De Vereniging Milieu-Offensief (VMO) is een Nederlandse milieubeschermingsorganisatie, die zich sinds 1992 voornamelijk via deelname aan inspraakprocedures inzet om aantasting van het leefmilieu door de intensieve veeteelt te beperken. De VMO is relatief klein. Het meeste werk van de vereniging is gericht op gemeenten in de zogenaamde mestoverschotgebieden met veel bio-industrie met, volgens de VMO, een overbelasting van het milieu door mest en ammoniak. 
De VMO kwam in 2002 in het nieuws, nadat na de moord op Pim Fortuyn bleek dat de dader, Volkert van der Graaf, zelf een van de oprichters en medewerkers was van de vereniging. De andere oprichter was Sjoerd van de Wouw.  Het bleek dat de vereniging  enkele uren na de moord op Fortuyn was getipt door de Wageningse GroenLinks-wethouder Jack Bogers, die hiermee zijn ambtsgeheim had geschonden. Hij gaf toe "dat het mogelijkerwijs het onderzoek naar de activiteiten van Milieu-Offensief in de eerste uren na de moord op Pim Fortuyn heeft beïnvloed."